# Köniz
Köniz (gsw. Chünitz) − miasto i gmina (niem. Einwohnergemeinde) w Szwajcarii, w kantonie Berno, w regionie administracyjnym Bern-Mittelland, w okręgu Bern-Mittelland. 31 grudnia 2020 liczyło 42 388 mieszkańców.

## Podział administracyjny
Köniz składa się z następujących miejscowości:
| Nazwa               | Liczba mieszkańców 31 grudnia 2021 |
| ------------------- | ---------------------------------- |
| Wabern bei Bern     | 8 025                              |
| Köniz               | 7 085                              |
| Liebefeld           | 6 265                              |
| Schliern            | 4 524                              |
| Spiegel             | 4 516                              |
| Niederscherli       | 2 145                              |
| Niederwangen        | 1 868                              |
| Oberwangen          | 1 354                              |
| Ried                | 1 722                              |
| Schwanden bei Köniz | 1 147                              |
| Thörishaus          | 1 133                              |
| Mittelhäusern       | 956                                |
| Gasel               | 778                                |
| Oberscherli         | 491                                |
| Hahlen              | 314                                |
| Liebewil            | 122                                |
| Ulmiz               | 109                                |
| Mengestorf          | 107                                |
| Schlatt             | 107                                |
| Moos                | 85                                 |
| Oberried            | 79                                 |
| Herzwil             | 59                                 |
| Razem               | 42 816                             |

## Transport
Przez teren gminy przebiega autostrada A12 oraz drogi główne nr 12, nr 221 i nr 232.